# Hell-Bourg

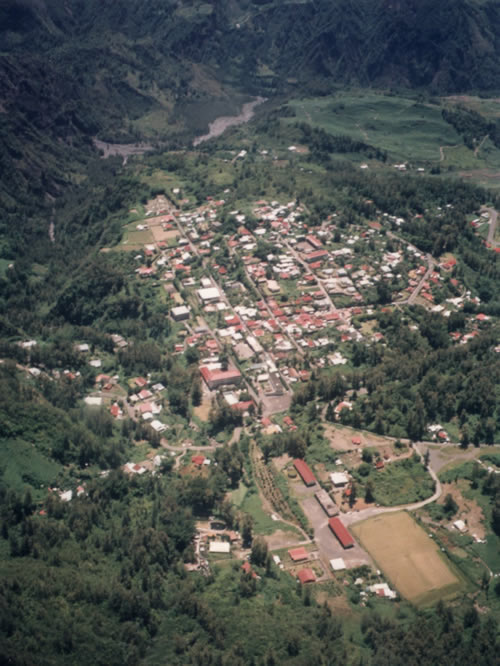
Vista aérea de Hell-Bourg.

Hell-Bourg es una pedanía de la comuna francesa de Salazie, en la isla de La Reunión. Su peculiar situación geográfica (en el interior de la isla, dentro del circo glaciar del Piton des Neiges y al pie del pico de Piton d'Enchaing) junto con su arquitectura colonial le vale estar inscrito en la lista de les plus beaux villages de France.
Pese a lo que pueda indicar su nombre (que en realidad viene de Anne Chrétien Louis de Hell, un gobernador de la isla en el siglo XIX) la aldea es un lugar paradisíaco y muy reputada por sus fuentes de agua naturales utilizadas por la termas locales para fines terapéuticos.